# Adam Osborne
Adam Osborne (6 de marzo de 1939-18 de marzo de 2003) fue un escritor, empresario e ingeniero de origen británico, posteriormente nacionalizado estadounidense. Lanzó al mercado el primer ordenador portátil comercial de la historia, el Osborne 1. Fue miembro de Mensa.

## Primeros años
Adam Osborne nació en Bangkok (Tailandia) el 6 de marzo de 1939. Fue hijo de Lucia y Arthur Osborne, británicos que pasaron la mayoría de su vida en la India.
Se graduó como ingeniero químico en 1961 en la Universidad de Birmingham, Inglaterra, para continuar con su doctorado en la Universidad de Delaware, EE. UU., época en la que aprendió programación. En 1968, año de obtención de su doctorado, consigue la nacionalidad estadounidense.
Su primer trabajo lo realiza en la Shell Oil en California, donde desarrollaba modelos matemáticos por ordenador. Sus divergencias con sus jefes y su fuerte carácter le conducen al despido, que él ve como la oportunidad para ser su propio jefe.

## Ámbito editorial
Funda Osborne and Associates en 1972, empresa dedicada a la elaboración de manuales para las minicomputadoras de General Automation, que se convirtió en su principal cliente. Poco después recibiría el encargo de Intel para documentar el código de instrucciones del primer microprocesador, el Intel 4004.
Adam Osborne escribiría, también por encargo de General Automation, su primer libro técnico: The value of power and how it saves you money on your minicomputer systems (El valor de la energía y cómo te ayuda a ahorrar dinero en tus sistemas de minicomputadoras) (1973). Osborne and Associates desaparece en 1974 debido a un cambio de dirección en General Automation.
En 1975 funda Osborne Books, editorial dedicada a la publicación de libros técnicos. Su primer libro, An Introduction to Microcomputers (Introducción a las microcomputadoras) (1975), fue un volumen de referencia con ventas que alcanzaron los 300.000 ejemplares. Para 1977, Osborne Books había publicado más de 40 libros. Dos años después, sería adquirida por McGraw-Hill.

## Osborne Computer Corporation
El dinero obtenido por la venta de Osborne Books fue invertido en la fundación de Osborne Computer Corporation en 1980. El primer producto sería el Osborne 1, diseñado por Lee Felsenstein. Inspirado en el prototipo Notetake de Xerox, fue el primer ordenador portátil comercial de la historia.
Las ventas del Osborne 1 alcanzaron las 10 000 unidades mensuales, lo que supuso un desafío para la capacidad de producción de la recién creada empresa. Nuevos productos fueron anunciados: el Osborne Executive y el Osborne Vixen. El anuncio de estas nuevas máquinas coincidió con el descalabro en ventas de la compañía. Se habló entonces de una relación causa-efecto a partir del anuncio que se denominó Efecto Osborne.
La suma de errores de gestión, problemas de calidad en producción y la competencia llevaron a la empresa a la bancarrota en 1983.
En 1984, Osborne intenta sin éxito relanzar la empresa sacando al mercado el Osborne Vixen. La marca Osborne Computer es vendida a la empresa Mikrolog Ltd.

## Industria del software
En 1984 fundó Paperback Software International Ltd., dedicada a la producción y venta de programas de ofimática a precios muy reducidos. Un litigio por derechos de autor con la compañía Lotus, a causa de un software de hoja de cálculo (VP-Planner) cuyo sistema de menús era idéntico al del Lotus 1-2-3, llevó a la compañía al cierre en 1990.
En 1992 fundó Noetics Software, compañía especializada en la aplicación de técnicas de redes neuronales. Al poco tiempo Osborne abandona la compañía por motivos de salud.

## Últimos días
Adam Osborne, debido a su delicado estado de salud, decide regresar a la India, donde pasa sus últimos días. Falleció en marzo de 2003 a los 64 años.